# 1873

## Esdeveniments
Països Catalans
- Barcelona: Es projecta el Mercat del Born.
- juliol - Alcoi (l'Alcoià): hi esclata la revolta anarco-sindicalista de la Revolució del Petroli.

Resta del món
- 10 de febrer - Espanya: Amadeu de Savoia abdica de la Corona.
- 11 de juny- Espanya: Es declara la República federal presidida per Francesc Pi Margall.
- 18 de juliol - Espanya: Nicolás Salmerón es converteix en el president de la Primera República Espanyola, després de la dimissió de Pi i Margall.
- 17 de novembre - Budapest (Hongria): unint Buda, Óbuda i Pest, hom funda la ciutat, la qual esdevé la capital del país.

## Naixements
Països Catalans
- 6 de gener: Barcelona: Joaquim Mir i Trinxet, pintor català.
- 1 de febrer - Figueres (Alt Empordà): Josep Pous i Pagès, escriptor català. (m. 1952)
- 7 de febrer - Sabadell (Vallès Occidental): Paco Mutlló i Noguera, industrial, banquer i polític.
- 1 de març - Barcelona, Barcelonès: Teresa Amatller i Cros, empresària i mecenes catalana (m. 1960).[1]
- 1 d'abril, lloc imprecís, segurament Oneg, a la regió de Nóvgorod, al nord-oest de Rússia: Serguei Rakhmàninov, compositor i pianista rus (m. 1943).[2]
- 17 d'abril - Sabadell: Antoni Estruch i Bros, pintor historicista, famós per haver pintat els quadres Corpus de Sang i L'Onze de Setembre.[3]
- 17 de maig - la Vall d'Uixó, Plana Baixa: Estanislao Marco, compositor i guitarrista valencià (m. 1954).
- 31 de maig - Barcelona: Josep Falp i Plana, metge i escriptor català fundador de la Lliga Vegetariana de Catalunya (m. 1913).[4]
- 8 de juny - Monòver, Vinalopó Mitjà: José Augusto Trinidad Martínez Ruiz, més conegut com a Azorín, escriptor i periodista valencià (m. 1967).[5]
- 13 de juny - Lleida: Antònia Ferreras Bertran, pintora i il·lustradora catalana, coneguda per les seves pintures de flors (m. 1953).[6]
- 17 de juny - el Masnou, Maresme: Rosa Sensat i Vilà, mestra i pedagoga catalana (m. 1961).[7]
- 18 de juliol - Tuïr: Gustau Violet, escultor i escriptor nord-català (m. 1952).[8]
- 7 d'octubre - Palma: Gabriel Alomar i Villalonga, poeta, prosista i assagista mallorquí (m. 1941).[9]
- 14 d'octubre - Sueca, Ribera Baixa: Josep Serrano i Simeón, compositor valencià, autor de l'Himne de l'Exposició actualment himne oficial del País Valencià (m. 1941).
- 15 d'octubre - Castellar del Vallès: Josep Germà i Homet, industrial licorer, mecenes de la cultura i l'esport i alcalde de Sabadell.
- 31 de maig - Barcelona: Josep Falp i Plana, metge i escriptor català fundador la Lliga Vegetariana de Catalunya (m. 1913).
- 27 de novembre - Barcelona: Jeroni Zanné i Rodríguez, poeta i escriptor noucentista.
- 14 de desembre - Barcelona: Lluïsa Casagemas i Coll, compositora catalana (m. 1942).[10]
- Figueres: Josep Blanquet Taberner, pintor.
- Comillas: Maria Lluïsa Güell López, pintora, pianista, organista i compositora (m. 1933).[11]
- Carlet, Ribera Alta: Ernesto Hervás Vercher, baríton (m. 1949).

Resta del món
- 2 de gener, Alençon, França: Teresa de Lisieux, monja carmelita, santa i doctora de l'Església (m. 1897).[12]
- 26 de gener, Llorca, Múrcia: Bartolomé Pérez Casas, director d'orquestra i compositor espanyol (m. 1956).
- 28 de gener, Saint-Sauveur-en-Puisaye, Yonne: Colette, escriptora francesa d'una producció literària espectacular (m. 1954).[13]
- 31 de gener, Dresden: Melitta Bentz, emprenedora alemanya, inventora de la cafetera Melitta i del filtre de paper per al cafè (m. 1950).[14]
- 15 de febrer, Augsburg, Baviera, Imperi Alemany: Hans von Euler-Chelpin, químic suec, d'origen alemany, premi Nobel de Química el 1929 (m. 1964).
- 4 de març, Sant Sebastià: Benita Asas, mestra i feminista espanyola, sufragista i editora de premsa (m. 1968).[15]
- 8 de març, Berlín: Eugen Rodominsky, compositor alemany.
- 19 de març, Brand, propo de Bayreuth, Alta Franconia, land de Baviera, Alemanya; Max Reger, compositoir alemany (m. 1916).[16]
- 22 de març, La Briga Auta, Itàlia: Julieta Lanteri, metgessa, política i feminista italoargentina (m.1932).[17]
- 1 d'abril, Semionovo, Imperi Rus: Serguei Rakhmàninov, compositor, pianista i director d'orquestra, (m. 1943).[18]
- 10 d'abril: Kyösti Kallio, president de Finlàndia (m. 1940).[19]
- 15 d'abril: Kaneville, Estats Units: Grace Ravlin, pintora nord-americana (m. 1956).[20]
- 22 d'abril, Richmond, Virgínia: Ellen Glasgow, escriptora estatunidenca (m. 1945).[21]
- 17 de maig, Abingdon-on-Thames: Dorothy Richardson, novel·lista i periodista britànica (m. 1957).[22]
- 3 de juny, Frankfurt del Main (Alemanya): Otto Loewi, metge, Premi Nobel de Medicina o Fisiologia de 1936 (m. 1961).[23]
- 12 de juny, West Sussex: Margaret Damer Dawson, activista antiviviseccionista i cofundadora del primer servei de policia britànic de dones (m. 1920).[24]
- 28 de juny, Sainte-Foy-lès-Lyon, França: Alexis Carrel, biòleg i cirurgià francès, Premi Nobel de Medicina o Fisiologia de l'any 1912 (m. 1944).[25]
- 1 de juliol, Saint-Mandé, França: Alice Guy, primera directora de cinema de la història, creadora del cinema narratiu i de ficció (m. 1968).[26]
- 14 de juliol, Lekeitio: Buenaventura Zapirain Uribe, compositor i organista basc.[27]
- 15 de juliol, Amsterdam: Anna Cramer, compositora holandesa (m. 1968).[28]
- 20 de juliol: Alberto Santos-Dumont, inventor, enginyer i aviador brasiler (m. 1932).
- 31 de juliol: Domingos da Costa Oliveira, primer ministre de Portugal (m. 1957).[29]
- 20 de novembre: Ramón Castillo, president de l'Argentina (m. 1944).
- 24 de novembre, Istanbul: Julius Martov, revolucionari socialista rus líder de la fracció menxevic (m. 1923).[30]
- 30 de novembre, Nový Jičin: Božena Benešová, escriptora txeca.
- 7 de desembre, Winchester, Virgínia: Willa Cather, escriptora estatunidenca, guanyadora del premi Pulitzer el 1923 (m. 1947).[31]
- 22 de desembre, Vohenstrauß, Baviera, Imperi Alemany: Karl Weinmann, musicògraf alemany.

## Necrològiques
Països Catalans
- 9 de juliol - Barcelona: Esteve Paluzie i Cantalozella, paleògraf, pedagog i antiquari liberal.
- 7 de setembre - Barcelona: Joana Baptista Fossa, soprano d'èxit arreu d'Espanya (n. ca. 1829).[32]

Resta del món
- 9 de gener, Kent, Regne Unit: Napoleó III, darrer monarca de França.
- 18 de febrer, Sofia (Imperi Otomà, actual Bulgària): Vassil Levski, revolucionari búlgar.
- 18 d'abril, Darmstadt (Ducat de Hesse, actual Alemanya): Justus von Liebig, químic alemany (n. 1803)[33]
- 8 de maig, Avinyó, França: John Stuart Mill, filòsof anglès (n. 1806).
- 15 de maig,- Heidelberg, Alemanya) : Alexandre Joan Cuza o Alexandre Joan I (en romanès) Alexandru Ioan Cuza, fundador de la Romania moderna, el príncep de la Unió, i el primer príncep de Romania (n. 1820)[33]
- 21 d'agost, París: Marie Guy-Stéphan, ballarina francesa.[34]
- 12 de desembre, Cambridge (Massachusetts) EUA: Jean Louis Agassiz, geòleg americà d'origen suís.
- 13 de novembre, Madrid: Eduardo Rosales y Gallina, pintor purista del segle xix espanyol.
- 14 de desembre, Dresden: Elisabet de Baviera, reina de Prússia (1840 - 1861).
- 23 de desembre, Hyde Park: Sarah Moore Grimké, abolicionista, escriptora i sufragista (n. 1792).